# Грей, Решанда
Решанда Грей (англ. Reshanda Gray; род. 1 июня 1993 года, Лос-Анджелес, штат Калифорния, США) — американская профессиональная баскетболистка, в последнее время выступавшая за клуб женской национальной баскетбольной ассоциации «Финикс Меркури». Была выбрана на драфте ВНБА 2015 года во втором раунде под общим шестнадцатым номером командой «Миннесота Линкс». Играет на позиции тяжёлого форварда.

## Ранние годы
Грей родилась в Лос-Анджелесе и в детстве часто переезжала с одного места в другое. Её семья была настолько бедна, что когда девочке было 11 лет, она вместе с родителями, тремя братьями и тремя сёстрами жила в одной комнате. Родители Решанды употребляли наркотики, и позже она с другими детьми воспитывались в foster care. В средней школе Брет Харте девочка впервые начала играть в баскетбол, а позже в Вашингтон Преп она также стала играть в волейбол и заниматься лёгкой атлетикой.

## Университет
По окончании обучения в школе Грей поступила в Калифорнийский университет в Беркли, где выступала за местную баскетбольную команду «Калифорния Голден Беарз». В 2013 году она помогла своей команде выйти в Финал четырёх. Наилучшим её матчем на студенческом уровне стала игра против Вашингтон Стэйт, в которой она набрала 43 очка и сделала 16 подборов. В сезоне же 2013/14 годов она в среднем за игру набирала 17,6 очка и делала 9 подборов.

## Профессиональная карьера

### Женская национальная баскетбольная ассоциация
На драфте ЖНБА 2015 года Грей была выбрана во втором раунде под общим 16-м номером клубом «Миннесота Линкс». В середине сезона 2015 года в результате трёхсторонней сделки Грей перешла в «Атланту Дрим». Несмотря на то, что в «Дрим» она выходила со скамейки, этот сезон стал для неё лучшим по результативности. 26 января 2017 года Решанда была обменяна в «Коннектикут Сан» на Анейку Генри. В мае 2017 года «Сан» отчислили баскетболистку из своего состава. 28 февраля 2018 года она подписала контракт с «Нью-Йорк Либерти» на участие в тренировочном лагере.

### Другие лиги
Во время межсезонья Женской НБА 2015/16 и 2016/17 годов Грей выступала за итальянский клуб «Дайк Наполи». В 2017 году она подписала контракт с корейским клубом «Инчхон Шинан Банк С-Бёрдс» и выступала за него в межсезонье 2017/18 годов. В 2018 году она подписала контракт с венгерским клубом «Уни Гиор» на выступление в межсезонье 2018/19 годов.